# 伊夫雷莱韦克
伊夫雷莱韦克（法語：Yvré-l'Évêque，法語發音：[ivʁe levɛk]）是法国萨尔特省的一个市镇，位于该省中部，省会勒芒市区以东大约5公里处，属于勒芒区和勒芒都会区。伊夫雷莱韦克是勒芒东郊重要的卫星城和居民区。

## 地理
伊夫雷莱韦克（48°0'52"N, 0°15'59"E）面积27.61 平方千米，位于法国卢瓦尔河地区大区萨尔特省中部，萨尔特河两岸，距离省会勒芒大约4公里。
与伊夫雷莱韦克接壤的市镇（或旧市镇、城区）包括：萨维涅莱韦克、尚帕涅、尚热、法蒂讷、勒芒、圣科尔内耶、萨尔热莱勒芒。
伊夫雷莱韦克的时区为UTC+01:00、UTC+02:00（夏令时）。

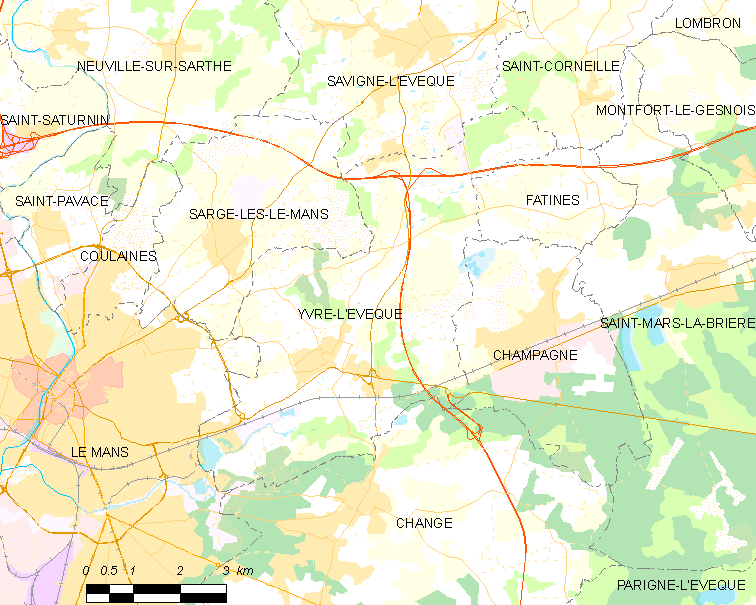
伊夫雷莱韦克的OSM定位图

## 行政
伊夫雷莱韦克的邮政编码为72530，INSEE市镇编码为72386。

## 政治
伊夫雷莱韦克所属的省级选区为尚热县。

## 交通
A11高速公路和A28高速公路在境内交汇，另有多条萨尔特省省道经过伊夫雷莱韦克境内。
勒芒公交23路经过境内。

## 人口

1962-2008年间伊夫雷莱韦克人口变化图示

伊夫雷莱韦克于2022年1月1日时的人口数量为4187人。

## 人物
- 安德烈·茹索姆（1894－1960），法国马术运动员，出生于伊夫雷莱韦克